# Championnat du Danemark de football 1998-1999
Navigation
Saison précédente Saison suivante
La saison 1998-1999 du Championnat du Danemark de football était la 86e édition du championnat de première division au Danemark. Les 12 meilleurs clubs du pays se retrouvent au sein d'une poule unique, la Superligaen, où ils s'affrontent 3 fois, à domicile et à l'extérieur. À l'issue du championnat, les deux derniers du classement sont relégués et remplacés par les 2 meilleurs clubs de 1.division.
C'est l'AaB Aalborg qui remporte la compétition en terminant en tête de la poule. C'est le 2e titre de champion du Danemark de l'histoire du club après celui obtenu en 1995

## Les 12 clubs participants
| - FC Copenhague - Herfølge BK - AGF Aarhus - Viborg FF - Promu de 1.division - Silkeborg IF - Aarhus Fremad | - Akademisk Boldklub - B 93 Copenhague - Promu de 1.division - Lyngby BK - Brondby IF - AaB Aalborg - Vejle BK |

## Compétition

### Classement
Le barème utilisé pour établir le classement est le suivant :
- Victoire : 3 points
- Match nul : 1 point
- Défaite : 0 point

| Rang | Équipe                 | Pts | J  | G  | N  | P  | Bp | Bc | Diff |
| ---- | ---------------------- | --- | -- | -- | -- | -- | -- | -- | ---- |
| 1    | AaB Aalborg            | 64  | 33 | 17 | 13 | 3  | 65 | 37 | +28  |
| 2    | Brøndby IF (T)         | 61  | 33 | 19 | 4  | 10 | 73 | 37 | +36  |
| 3    | Akademisk Boldklub (C) | 56  | 33 | 17 | 5  | 11 | 49 | 36 | +13  |
| 4    | Lyngby BK              | 52  | 33 | 14 | 10 | 9  | 55 | 60 | -5   |
| 5    | Herfølge BK            | 47  | 33 | 12 | 11 | 10 | 44 | 36 | +8   |
| 6    | Vejle BK               | 47  | 33 | 14 | 5  | 14 | 54 | 48 | +6   |
| 7    | FC Copenhague          | 46  | 33 | 12 | 10 | 11 | 55 | 52 | +3   |
| 8    | Viborg FF (P)          | 44  | 33 | 13 | 5  | 15 | 61 | 59 | +2   |
| 9    | Silkeborg IF           | 44  | 33 | 10 | 14 | 9  | 52 | 53 | -1   |
| 10   | AGF Aarhus             | 43  | 33 | 11 | 10 | 12 | 45 | 55 | -10  |
| 11   | Aarhus Fremad          | 29  | 33 | 7  | 8  | 18 | 51 | 73 | -22  |
| 12   | B 93 Copenhague (P)    | 12  | 33 | 3  | 3  | 27 | 22 | 80 | -58  |

|  | Qualification pour la Ligue des clubs champions 1999-2000                                      |
|  | Qualification pour la Coupe UEFA 1999-2000                                                     |
|  | Qualification pour la Coupe Intertoto 1999                                                     |
|  | Relégation en 1.division                                                                       |
|  | (T) : Tenant du titre (C) : Vainqueur de la Coupe du Danemark (P) : Promu de deuxième division |

## Bilan de la saison
| Championnat du Danemark de football 1998-1999 |                        |
| Champion                                      | AaB Aalborg (2e titre) |
| Coupes et trophées                            |                        |
| Vainqueur de la Coupe du Danemark 1998-1999   | Akademisk Boldklub     |
| Qualifications continentales                  |                        |
| Ligue des clubs champions 1999-2000           | AaB Aalborg            |
| Ligue des clubs champions 1999-2000           | Brøndby IF             |
| Coupe UEFA 1999-2000                          | Akademisk Boldklub     |
| Coupe UEFA 1999-2000                          | Lyngby BK              |
| Coupe Intertoto 1999                          | Herfølge BK            |
| Coupe Intertoto 1999                          | FC Copenhague          |
| Promotions et relégations                     |                        |
| Promus en Superligaen                         | OB Odense              |
| Promus en Superligaen                         | Esbjerg fB             |
| Relégués en 1.division                        | Aarhus Fremad          |
| Relégués en 1.division                        | B 93 Copenhague        |